# Dan Hodges
Daniel Pearce Jackson Hodges (Lewishaw, Gran Londres, Reino Unido, 7 de marzo de 1969) es un columnista de un periódico británico. Desde marzo del 2016, escribe una columna semanal para The Mail on Sunday. Antes de esto, fue columnista de The Daily Telegraph y en el 2013 James Forsyth lo describió en The Spectator como el "nuevo columnista favorito" de David Cameron.

## Vida
Nacido en Lewisham, Hodges es hijo de la difunta actriz y exdiputada laborista Glenda Jackson y su entonces esposo Roy Hodges, actor y director de escena de una compañía de repertorio.
 Fue educado en Edge Hill College en Ormskirk, Lancashire, donde estudió Literatura Inglesa y Comunicaciones entre 1987 y 1990. Trabajó como investigador parlamentario para su madre entre 1992 y 1997, describiéndolo como "nepotismo directo", antes de trabajar en relaciones públicas para Road Haulage Association, GMB y el grupo de presión Freedom To Fly. Trabajó brevemente como Jefe de Comunicaciones en la Agencia de Desarrollo de Londres y como Director de Noticias para el Transporte de Londres en el 2007, que dejó después de menos de un año después de burlarse de un contratista ante la prensa. Posteriormente, dirigió la campaña para introducir un cargo por congestión para el Gran Manchester, que fue rechazado abrumadoramente en los referéndums locales.

## Periodismo
Hodges ha trabajado como periodista y bloguero, escribiendo como autónomo para New Statesman, The Daily Telegraph y The Mail on Sunday. Trabajó para la exitosa campaña "No to AV" (Alternative Vote; "No al Voto Alternativo") en el 2011, pero generó controversia por un cartel provocativo anti-AV que sugería que la reforma electoral podría conducir a la muerte de bebés recién nacidos.
En el 2017, Hodges ganó el premio al comentarista político del año en The Comment Awards.

## Otros trabajos
Hodges también es diseñador de juegos de guerra. Su primer diseño de juego fue Where There Is Discord: War in the South Atlantic, que trata sobre la Guerra de las Malvinas.
En noviembre del 2015, Penguin Books publicó el primer libro de Hodges, One Minute To Ten. Se centra en los líderes de los tres partidos, Cameron, Miliband y Clegg, y el efecto que las elecciones generales del 2015 tuvieron en sus vidas.

## Vida personal
Hodges se casó con Michelle di Leo en 2003, luego de conocerla en una conferencia del Partido Laborista en 1999. En febrero de 1992, perdió la vista de su ojo izquierdo tratando de detener una pelea en un bar. Vive en Blackheath con su esposa e hijos.